# Аль-Кони, Муса
Муса аль-Кони (араб. موسى الكوني‎; род. 1965, Себха) — ливийский государственный и политический деятель.

## Биография
С 2005 года и до начала гражданской войны 2011 года занимал должность генерального консула Ливии в Мали. Правительство Мали обвинило его в попытке завербовать наемников-туарегов для борьбы на стороне Муаммара Каддафи.
С марта 2016 по 2 января 2017 года занимал должность заместителя премьер-министра Правительства национального согласия Ливии. Представлял южную часть Ливию, откуда он родом. Муса аль-Кони ушёл в отставку из-за того, что считал Правительство национального согласия неспособным управлять страной. В настоящее время является одним из вице-председателей Президентского совета. 